# 德国复兴信贷银行
复兴信贷银行（德語：Kreditanstalt für Wiederaufbau），简称KfW，KfW銀行集團（KfW Bankengruppe），是德國的一家國有開發銀行，總部位於法蘭克福。它是在二戰之後據馬歇爾計劃成立的，現在是德國最大的銀行之一。
复兴信贷银行可以为企业和个人提供信贷，也包括优惠的个人房贷。